# 1925

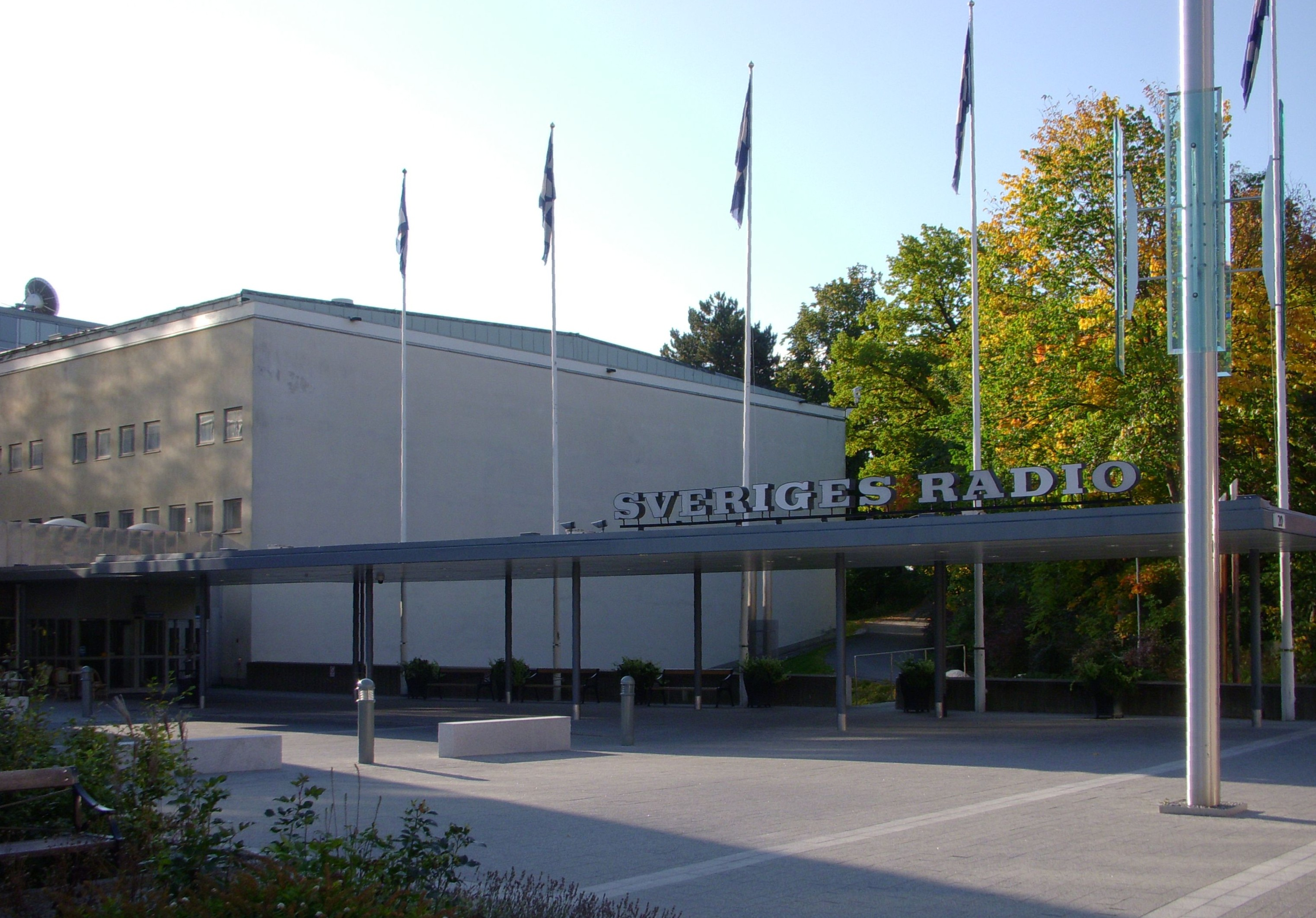
Sveriges Radio.

1925 (MCMXXV) var ett normalår som började en torsdag i den gregorianska kalendern och ett normalår som började en onsdag i den julianska kalendern.

## Händelser

### Januari
- 1 januari

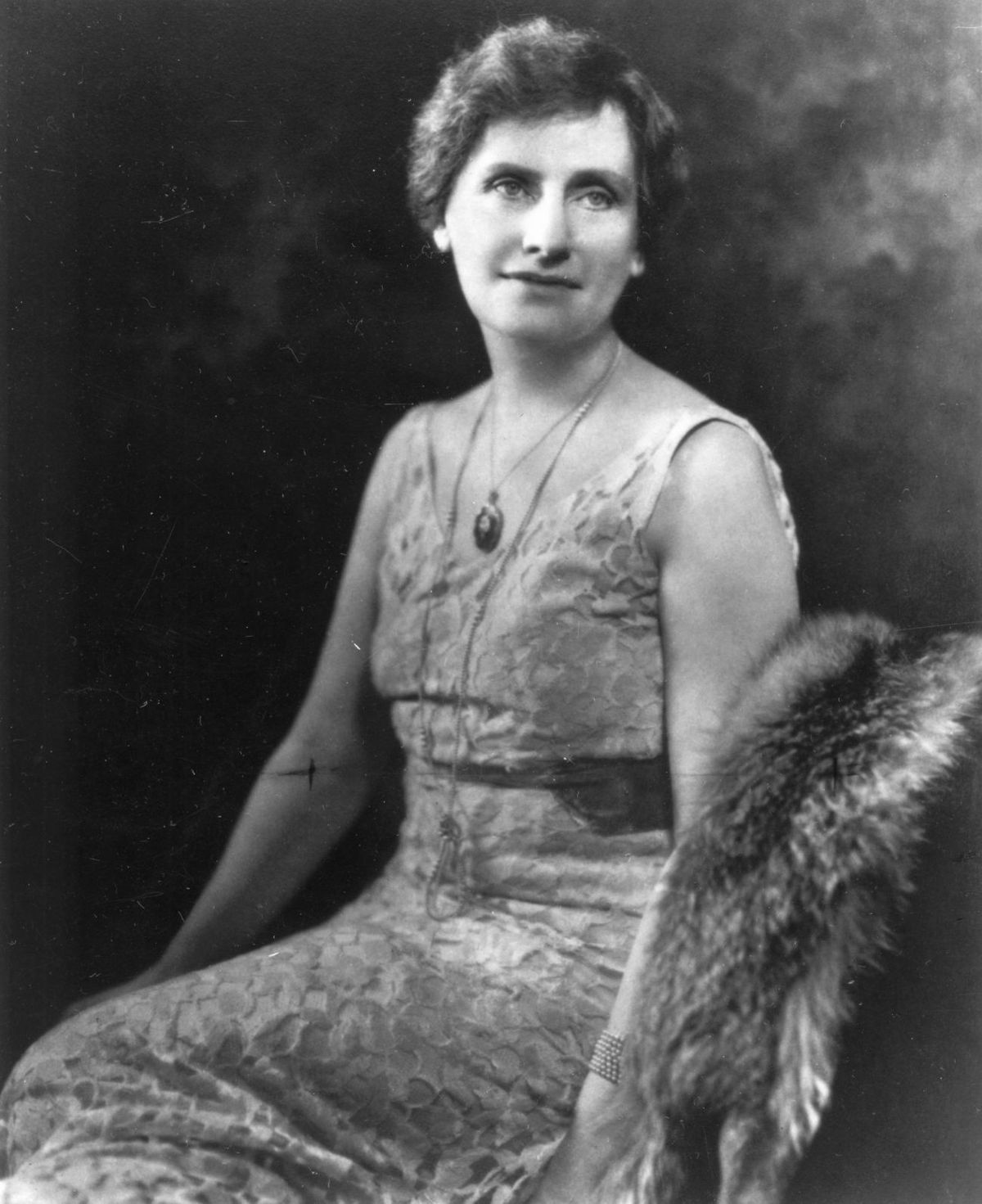
Nellie Tayloe Ross.

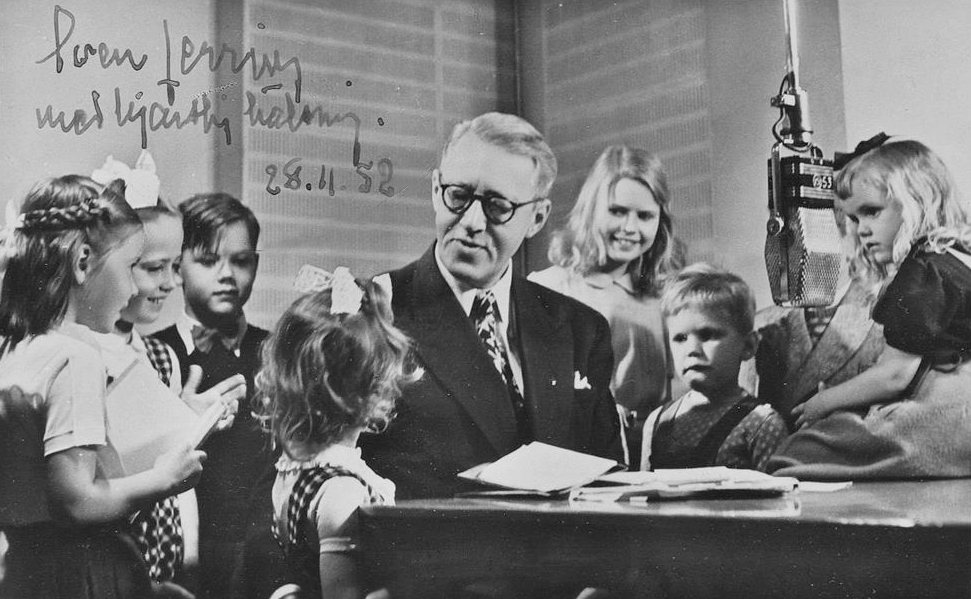
Barnens brevlåda.

  - Den tiomiljonte bilen lämnar Fordfabriken i Detroit [1].
  - Med Sven Jerring som hallåman börjar AB Radiotjänst regelbundna utsändningar [2] från Telegrafverkets studio på Malmskillnadsgatan 24 i Stockholm. Första programmet är en gudstjänst [3].
  - Norges huvudstad Kristiania återtar det gamla namnet Oslo [4].
- 2 januari –  Postgirot börjar sin verksamhet [5] med omkring 700 kontoinnehavare.
- 3 januari – Benito Mussolini meddelar att han tar diktatorisk makt över Italien.
- 4 januari – Mul- och klövsjuka konstateras åter i Skåne.
- 5 januari – USA:s första kvinnliga guvernör Nellie Tayloe Ross tillträder sitt ämbete i staten Wyoming.
- 7 januari – Elva europeiska staters finansministrar, några med ombud, sammanträder i Paris för att överlägga om fördelningen av dels nettobehållningen av Ruhrockupationen, dels den miljard som utgör första årsbetalning enligt Dawesplanen.
- 9 januari – Uppgörelse i den svenska verkstadskonflikten nås på grundval av status quo.
- 14 januari
  - Regeringen beslutar att nödslakt av mul- och klövsjukesmittade djur inte längre skall ske i Skåne. Kostnaderna är för höga.
  - Sven Jerrings barnradioprogram, Barnens brevlåda, startar.
- 15 januari–29 augusti – USA skickar soldater till Kina för att skydda liv och egendom vid internationella bosättningar i Shanghai under oroligheter [6].
- 18 januari – Stiftelsen Malmö Konserthus börjar sin verksamhet med en festkonsert under ledning av kapellmästare Tor Mann.
- 19 januari – Firma Albin Hagström registreras.
- 21 januari – Albanska republiken utropas.
- 24 januari – Hjalmar Branting avgår av hälskoskäl som svensk statsminister och efterträds av Rickard Sandler [3]. Per Albin Hansson blir SAP:s partiordförande.
- 25 januari – Sankt Matteus kyrka i Stockholm återinvigs efter en genomgripande restaurering.
- 26 januari – Skandinaviska luftfartsförbundet konstitueras i Stockholm.
- 29 januari – Stalin avskedar Trotskij som krigskommissarie i Sovjetunionen [4].

### Februari
- 2 februari – Are Waerland, som utgivit boken När länkarna brista om Hammarbymordet 1913, anklagar inför rätten i Uppsala dr Dahlén vid Löwenströmska lasarettet för att ha utfört detta.
- 3 februari – Stora falsarier vid virkesaffärer avslöjas i lappländska Vilhelmina. Ett stort antal trävarubolag är bedragna.
- 9 februari – Motorfartyget Kastütis från Lettland grundstöter och går till botten vid Harstena. Besättningen på 6 man omkommer.
- 13 februari – Carl Milles Sten Sture-monument på Kronåsen utanför Uppsala avtäcks.
- 14 februari
  - NSDAP blir återigen tillåtet i Tyskland [1].
  - SAF beslutar att från den 19 februari genomföra en lockout mot 130.000 svenska arbetare.
- 17 februari – Den svenska regeringen tillsätter en särskild medlingskommission med anledning av SAF:s lockoutförklaring.
- 18 februari – Båda kamrarna godkänner efter lång debatt det vilande grundlagsförslaget om öppen omröstning i den svenska riksdagen.
- 21 februari – Den svenska riksdagen avslår en motion om rusdrycksförbud.
- 23 februari
  - SAF beslutar att uppskjuta lockouten till den 16 mars.
  - Mauritz Stiller och Greta Garbo skriver kontrakt med den stora filmjätten Metro-Goldwyn-Mayer i Hollywood.
- 24 februari
  - Ett kurdiskt uppror utbryter i Turkiet.
  - En livlig debatt om att införa högertrafik i Sverige utbryter i Sveriges riksdag men leder inte till något [3]. Förslaget kommer från Svenska Motorcykelförbundets generalsekreterare [5].
- 26 februari – Två svenska ingenjörer, Carl Munters och Baltzar von Platen, har konstruerat en kylmaskin [7]., som lovar att bli en världsartikel av rang.
- 27 februari
  - Den nya fasta bron mellan Värtan och Lidingö öppnas för trafik.
  - NSDAP grundas på nytt i München [1].
- 28 februari
  - Den svenska riksdagen avslår förslaget om likalön för kvinnor i statlig tjänst. De skall erhålla ett ålderstillägg, som dock är lägre än det tillägg, som män i samma lönegrad har.
  - Den svenska regeringen framlägger sin stora försvarsproposition, vilket betyder en kraftig nedskärning av försvaret. Därmed påbörjas i Sverige en omfattande militär nedrustning.

### Mars

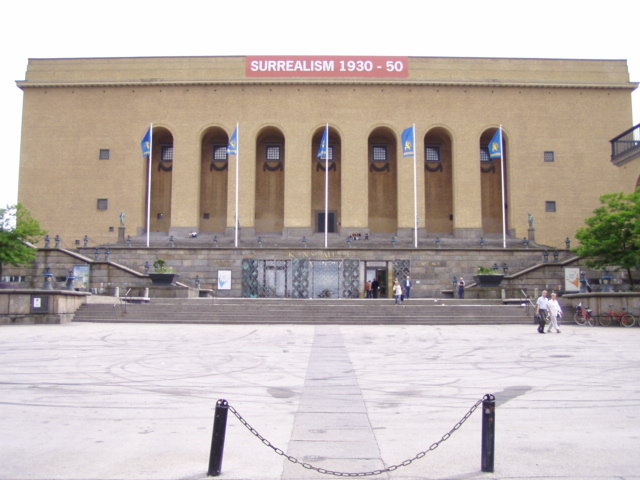
Göteborgs konstmuseum.

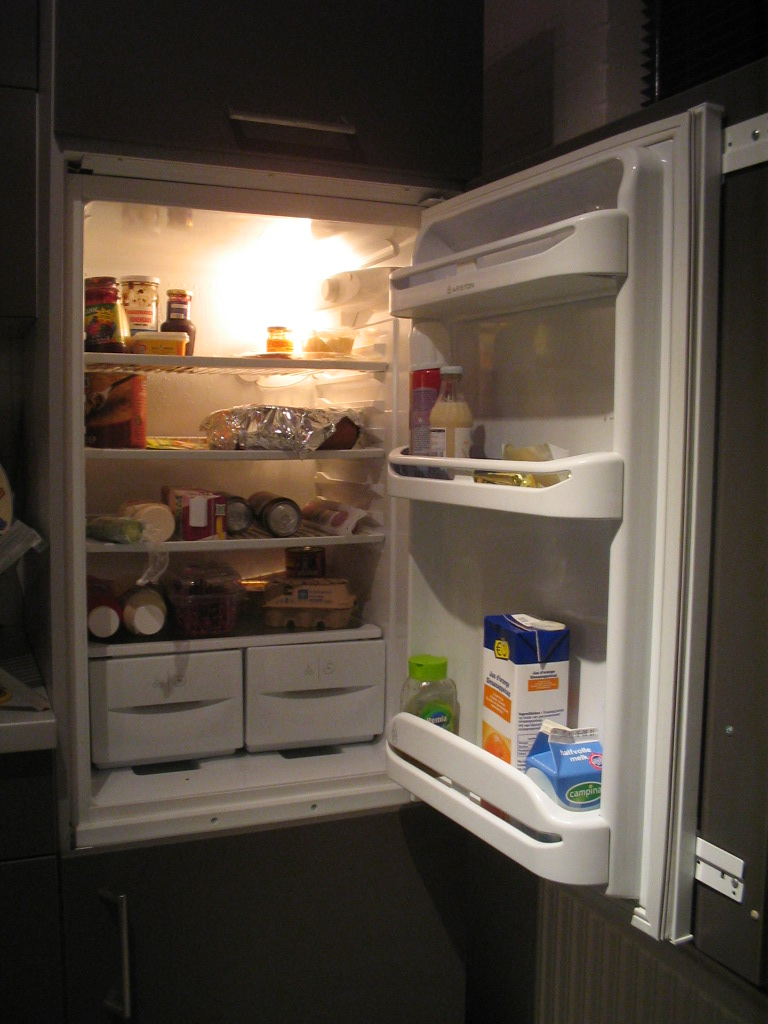
Kylskåp

- 1 mars – Sveriges förre statsminister Hjalmar Branting begravs i Storkyrkan i Stockholm.
- 2 mars – Medlingskommissionen i den stora arbetskonflikten framlägger ett medlingsförslag.
- 4 mars - President Hardings förre budgetchef, Charles G. Dawes, blir USA:s nye vicepresident.
- 6 mars –  Egyptian Feminist Union, Egyptens första kvinnoorganisation, grundas.
- 7 mars – Stockholms stads brandstodsbolag donerar 750.000 kronor till uppförandet av Östermalms brandstation.
- 8 mars
  - Den svenska riksdagen bifaller efter långa debatter förslaget om rätt till borgerlig begravning.
  - Sven Jerring refererar Vasaloppet i den första direktsända radiosändningen utanför studio.
- 11 mars – Strejk utbryter vid Stripa gruva, vilket blir upptakten till den så kallade Stripakonflikten [5].
- 14 mars – Göteborgs nya konstmuseum, invigs av prins Eugen.
- 15 mars – Turkisk militär slår ner ett kurdiskt uppror [4].
- 16 mars – Medlingskommissionen i storlockouten meddelar att det visat sig omöjligt att ena parterna, varför lockouten omedelbart träder i kraft, bland annat vid Stripa gruva [5].
- 18 mars – LO:s representantskap beslutar att inte möta lockouten med storstrejk.
- 19 mars – 2 000 personer dödas och 20 städer läggs i ruiner då en tornado drar fram genom flera delstater i USA [4].
- 23 mars
  - De två svenska ingenjörerna Baltzar von Platen och Carl Munters får Polhemsmedaljen för uppfinningen av kylskåpet [3]. Electrolux har övertagit tillverkningen, och företagets VD Axel Wenner-Gren hoppas på försäljning även utanför Sverige [4].
  - Finländske regissören Mauritz Stiller och svenska skådespelerskan Greta Garbo skriver kontrakt med amerikanska filmbolaget Metro-Goldwyn-Mayer i Hollywood [2].
- 25 mars – Mariakyrkan i Ystad återinvigs efter restaurering.
- 26 mars – AB Möbelinsutrikompaniets fabrikskomplex i Tranås läggs i aska varvid ett 80-tal arbetare blir arbetslösa.
- 27 mars – Medlingskommissionen lyckas träffa en uppgörelse i Stripakonflikten. Därmed har storlockouten nedlagts och arbetet återupptas [5].
- 31 mars – Linköpings stadsfullmäktige beslutar antaga professor Carl Milles förslag till Folkungabrunn till utförande.

### April

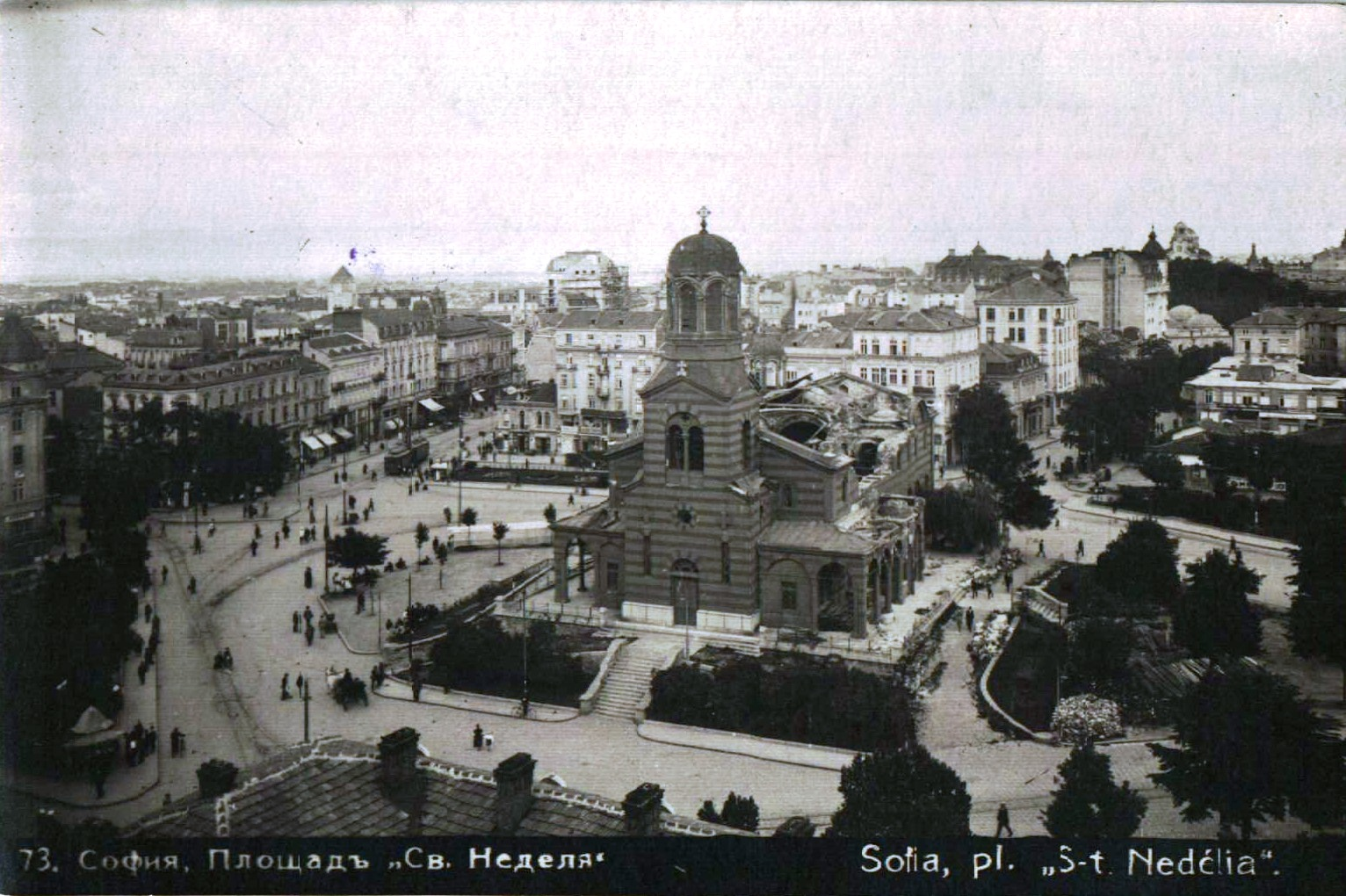
Attentatet mot Sveta Nedelja-kyrkan.

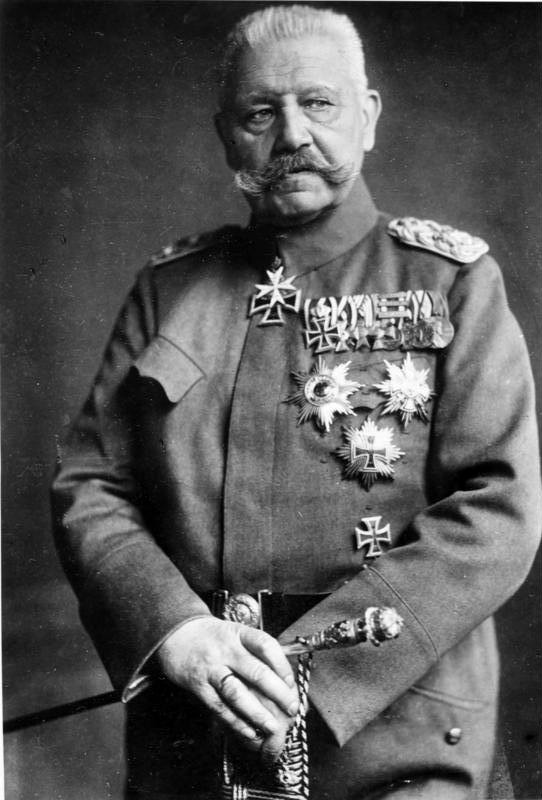
Paul von Hindenburg.

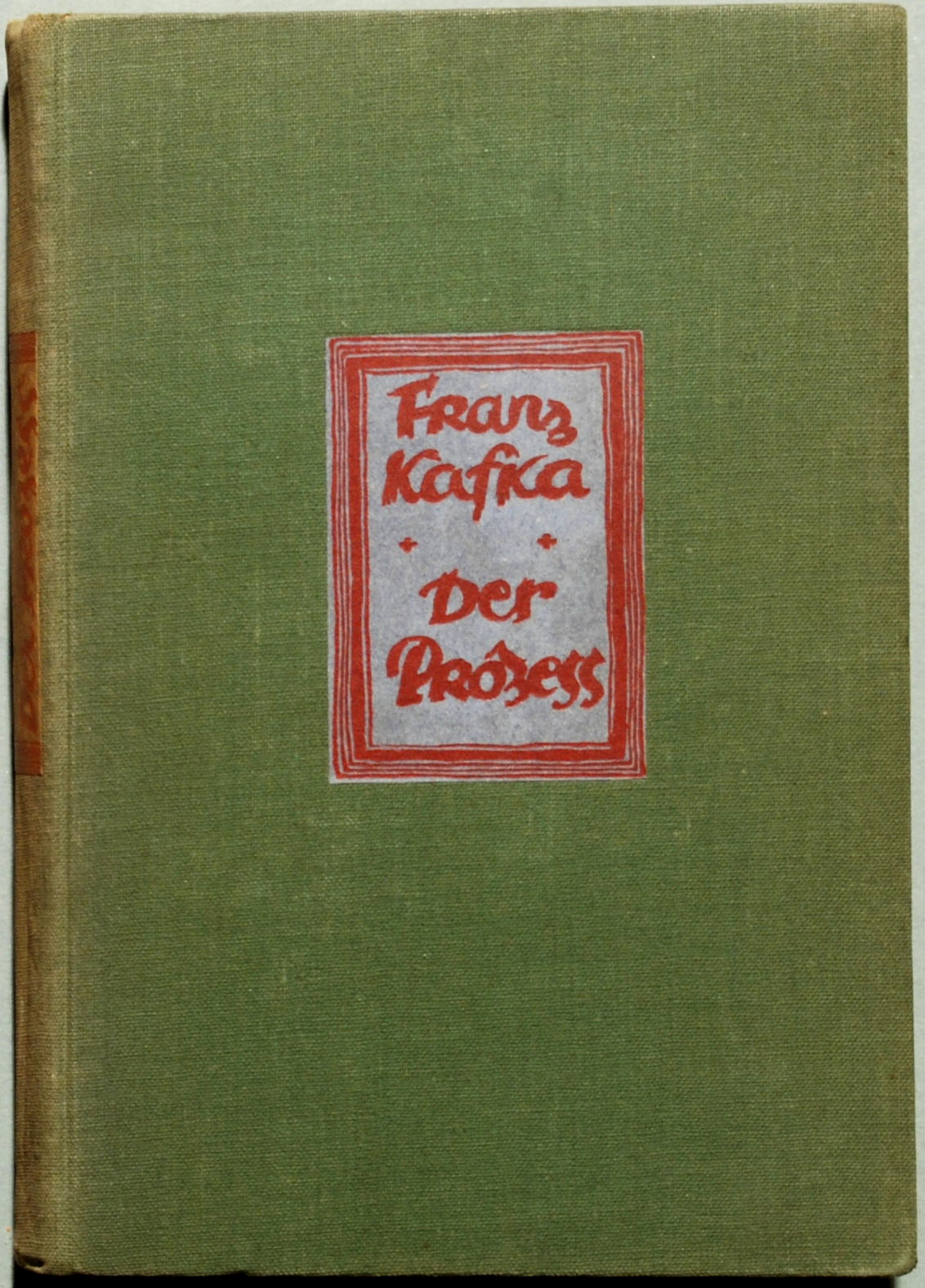
Processen.

- 7 april – Götafors bomullsspinneri i Mölndal brinner ner. Skadorna uppgår till en miljon kronor.
- 13 april – På godset Fogelstad i Södermanland öppnar Elisabeth Tamm den oberoende kvinnliga medborgarskolan för att stimulera kvinnor till utbildning [2].
- 14 april
  - En internationell stortjuv, Tyske Karl, rymmer från rannsakningsfängelset i Stockholm genom att kasta sig över muren.
  - Roald Amundsens nordpolsexpedition anländer till Spetsbergen.
- 15 april – Tyske Karl infångas åter.
- 16 april
  - 200 personer dödas då kommunister utför ett attentat vid katedralen i Sofia mot Bulgariens kung, som dock klarar sig [4].
  - Telefonförbindelse uppnås Stockholm–Wien och Stockholm–Prag.
- 19–21 april – USA skickar soldater till La Ceiba i Honduras för att skydda utlänningar under politiska oroligheter [6].
- 24 april – Fältmarskalk Paul von Hindenburg håller ett radiotal inför presidentvalet i Tyskland. Det är första gången som radion används som propagandamedium i landet. Dagen efter segrar von Hindenburg i presidentvalet.
- 25 april – Vid nödbostäderna vid Voltafabriken i Ulvsunda inträffar cyanväteförgiftning i samband med desinfektion. Ett 20-tal barn insjuknar, ett avlider.
- 26 april
  - 77-årige generalfältmarskalken Paul von Hindenburg vinner presidentvalet i Tyskland [2].
  - Franz Kafkas "Processen" ges ut postumt [1].

### Maj
- 1 maj

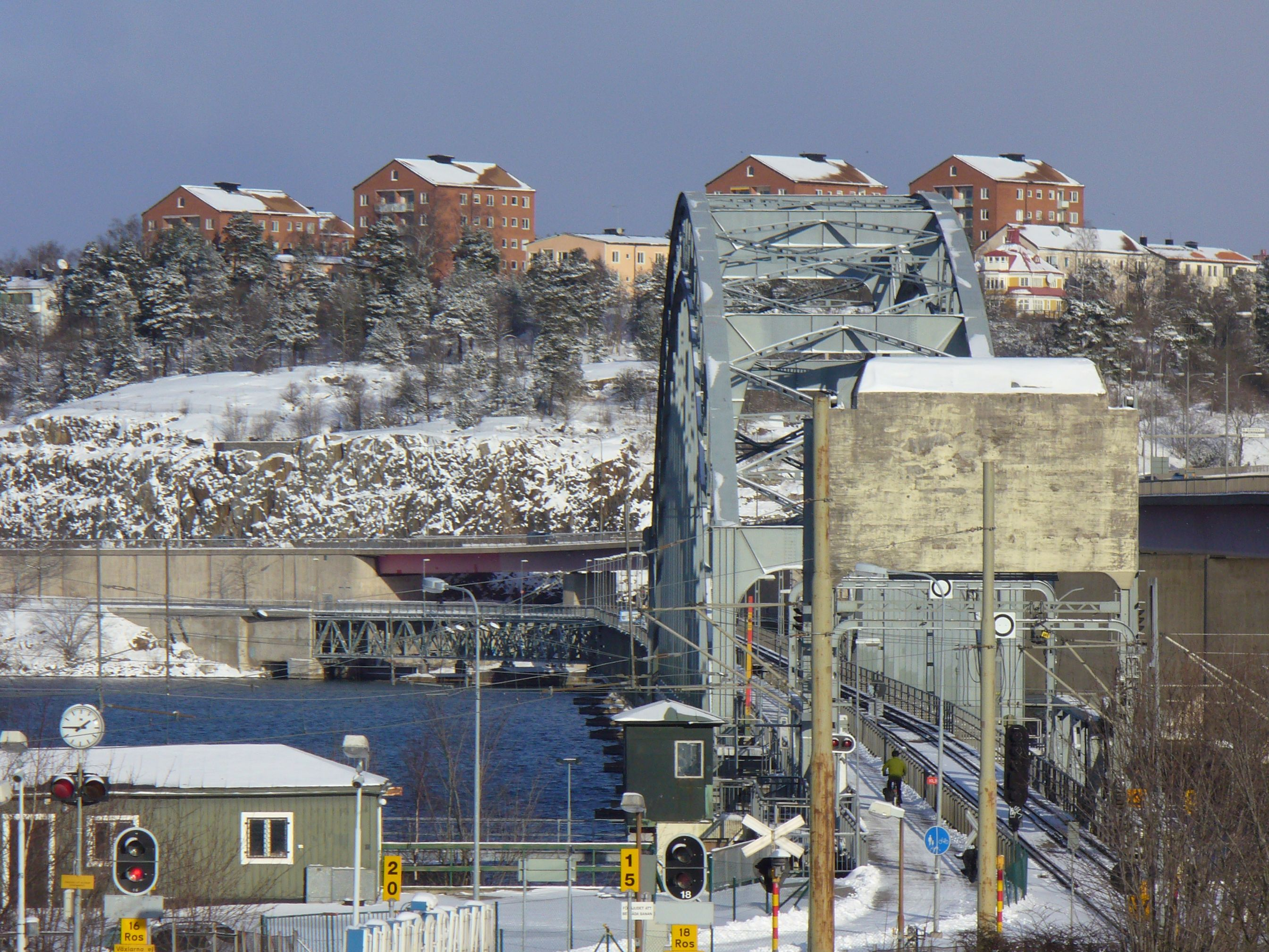
Lidingöbron

  - Lönekonflikt utbryter vid Stripa gruva, eftersom gruvarbetarna fortsätter strejka, trots att ett riksavtal för gruvdrift ingås. Strejken fortsätter, på grund av att gruvarbetarna inte är nöjda med avtalet.
  - Cypern blir Brittisk koloni
- 4 maj – Sverige är ett av deltagarländerna vid den internationella konferensen rörande handeln med vapen och ammunition, som öppnas i Genève denna dag.
- 8 maj – Statsrådet Ernst Wigforss utnämns till finansminister i Sveriges socialdemokratiska regering.
- 10 maj – Skonaren Orion från Skillinge kolliderar utanför Sandhammaren med en tysk ångare och går till botten. Tre man omkommer.
- 11 maj – Hindenburg håller sitt intåg i Berlin.
- 12 maj – I den svenska stenkolsgruvan på Spetsbergen, Sveagruvan, utbryter eld, som på grund av den dåliga vattentillgången inte effektivt kan bekämpas.
- 15 maj – Flyglinjen Malmö–Amsterdam öppnas.
- 16 maj – Sverige debuterar i International Lawn Tennis Challenge och vinner med 3–2 mot Schweiz.[8].
- 20 maj – Den nya Lidingöbron invigs.
- 22 maj – Carl Milles staty av Gustav Vasa avtäcks i Nordiska museet i Stockholm [2].
- 26 maj
  - Den svenska riksdagen godkänner nedrustningsförslaget som innebär kraftig nedrustning [3]. Försvarsminister Per Albin Hansson drar in 17 förband och minskar utbildningstiden från 165 till 90 dagar. Flygvapnet tillkommer som en egen vapengren.
  - Skonerten Hans av Halmstad stöter på en mina söder om Gotska Sandön och sprängs i luften. Sex man omkommer.
- 27 maj – Den svenska riksdagen antar en lag om etiskt samvetsömma värnpliktiga.
- 30 maj
  - Göteborgs nya posthus invigs.
  - Studenterna i Shanghai demonstrerar och beskjuts av brittisk polis. Detta blir upptakten till omfattande oroligheter i Kina.

### Juni

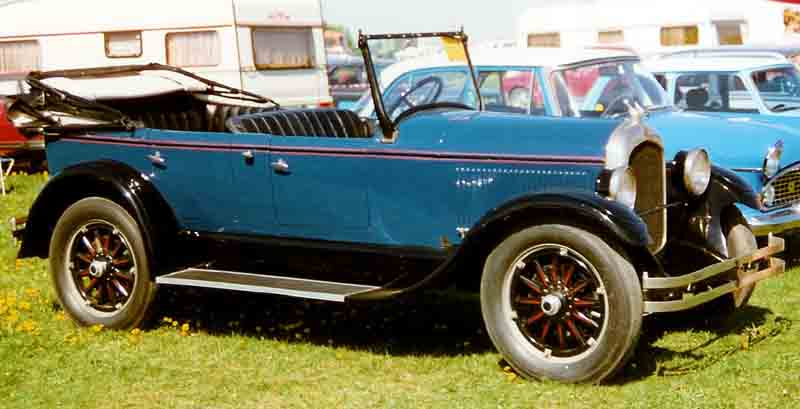
Chrysler

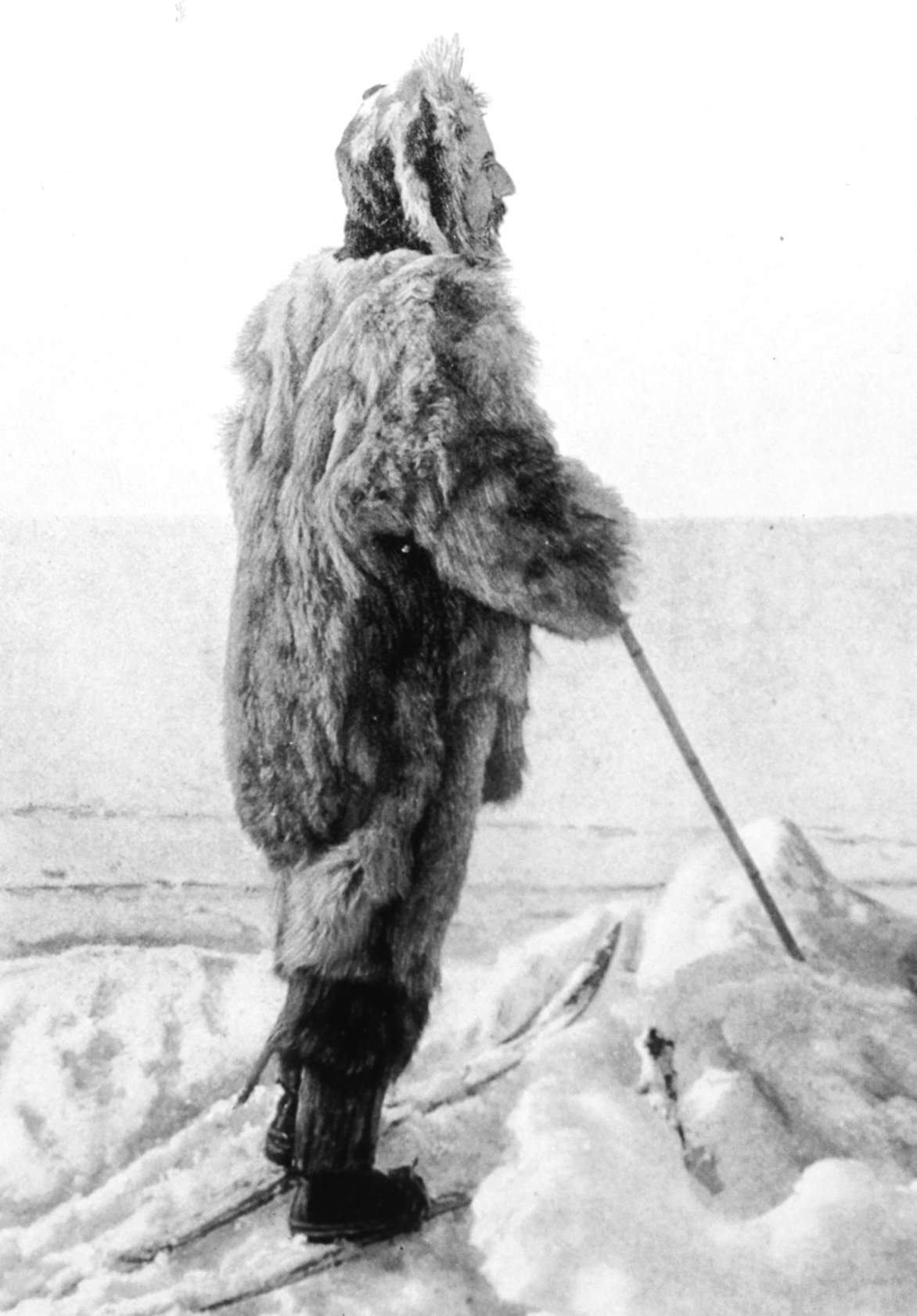
Roald Amundsen på Spetsbergen

- 1 juni – Den beryktade dynamitarden Chr. Olsen söker nattetid bryta sig ut ur sin cell på Långholmen tvärs genom muren. Han upptäcks av vaktmanskapet.
- 3 juni – Tre stora förrådsbyggnader vid trämassefabriken vid Iggesunds bruk brinner ner.
- 5 juni – Flyglinjen Stockholm–Danzig invigs.
- 6 juni – Det amerikanska bilföretaget Chrysler bildas av Walter P. Chrysler genom att företaget Maxwell Motor Company (grundat 1904) omorganiseras till Chrysler Corporation.
- 7 juni – Den första fotbollsallsvenskan är färdigspelad. Som seriesegrare står GAIS från Göteborg.
- 12 juni
  - Hovrätten fastställer rådhusrättens dom i målet mellan Are Wærland och dr Dahlén varigenom den förre döms till tre månaders fängelse och 10 000 kronor i skadestånd.
  - Sveriges riksdag beslutar om försvarets framtid, Försvarsbeslutet 1925
- 14 juni
  - Priset på is i Sverige höjs, på grund av årets blidvinter [3].
  - Sverige slås ut ur Davis Cup efter att ha förlorat mot Nederländerna med 5-0.
- 18 juni – Norske polarforskaren Roald Amundsen återvänder till Spetsbergen från en misslyckad nordpolsflygning.
- 19 juni
  - Finske presidenten Relander ankommer till Stockholm på officiellt besök.
  - Den första svenska avelsdjursutställningen öppnas i Stockholm.
  - Oroligheterna i Kina förvärras. Generalstrejk utbryter i Kanton.
- 20 juni – Vapenhandelskonferensen i Genève avslutas efter att ha utarbetat en konvention om vapenhandelskontroll.
- 23 juni – En bankkassör i Tidaholm avviker utomlands per flygmaskin efter att ha tillgripit 95.000 kronor. Mannen grips i Marocko och återförs för rannsakan och dom.
- 24 juni – Brittiska trupper ingriper Kanton, där strider utkämpas mot demonstranter.
- 27 juni – Rotorfartyget Buckau anländer till Stockholm och stannar där några dagar i reklamsyfte utan att dock göra någon succé.
- 30 juni – Svenska teatern i Stockholm brinner ned till grunden [9].

### Juli

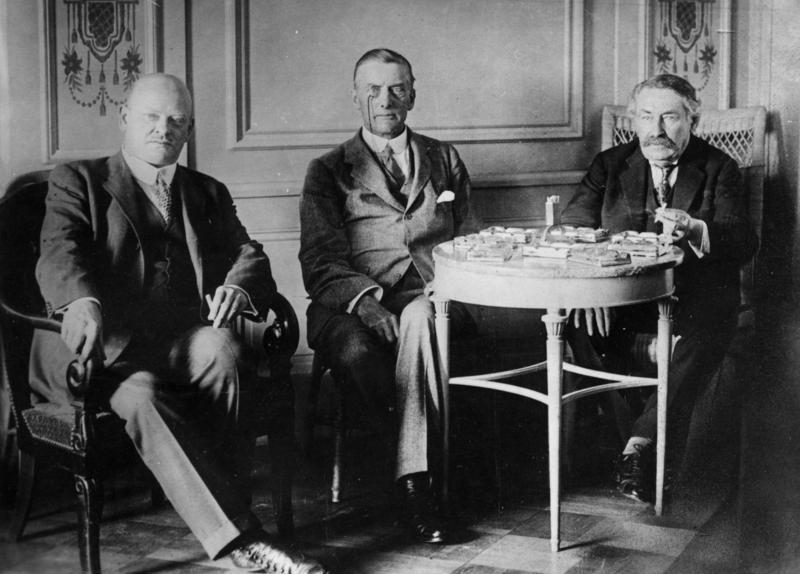
Locarnofördraget

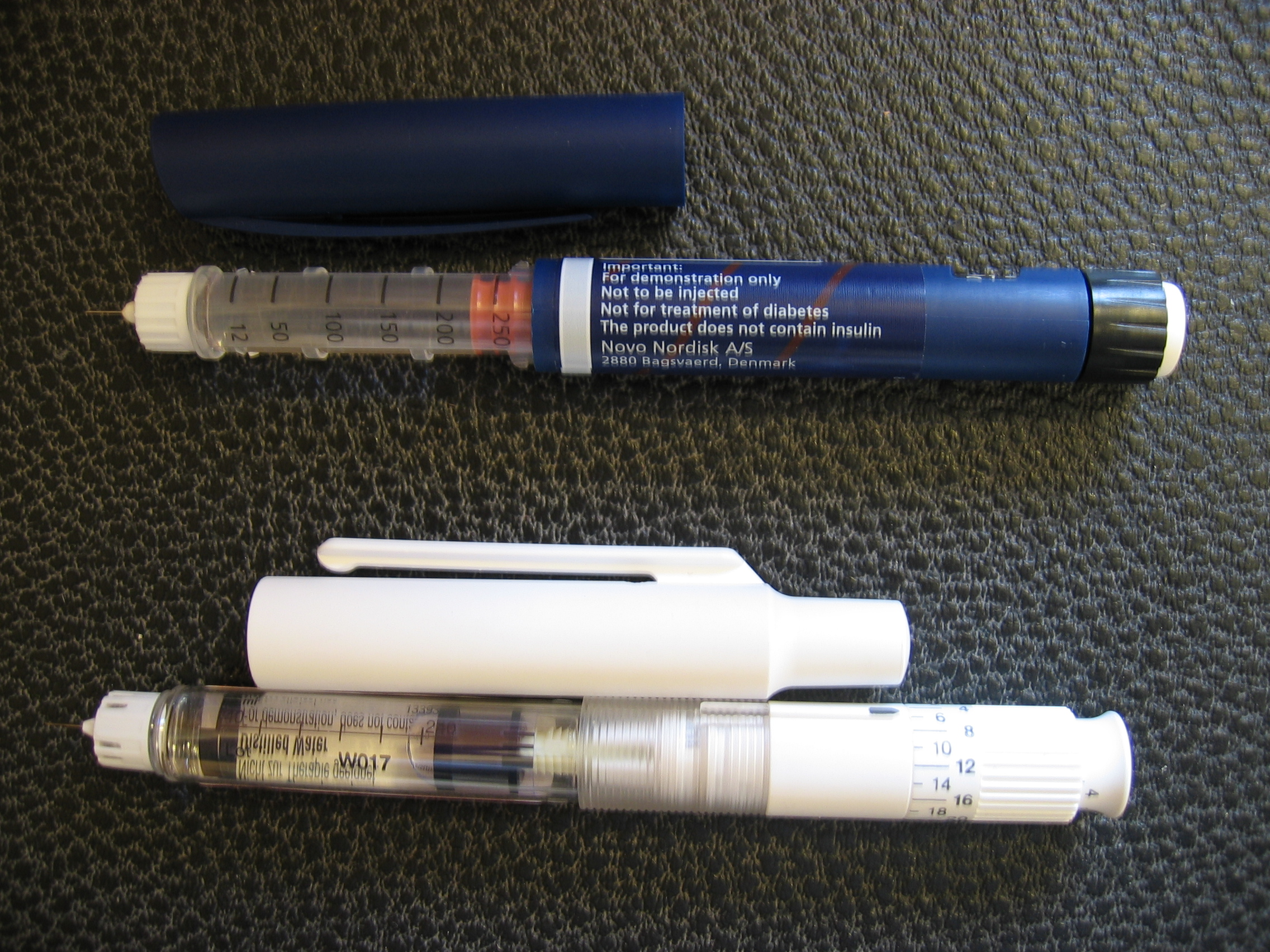
Insulin

- 2 juli – Den nya stora radiostationen i Grimeton nära Varberg invigs.
- 4 juli – Suzanne Lenglen, Frankrike vinner för sjätte gången damsingelklassen vid Wimbledonmästerskapen.
- 5 juli – Greta Garbo kommer till New York med båt [10].
- 7 juli – Ett våldsamt åskväder drar fram över Stockholm, medförande den största nederbörd som uppmäts på 20 år och svåra översvämningar.
- 10 juli
  - Sovjetunionens officiella nyhetsbyrå TASS börjar sin verksamhet.
  - Den så kallade approcessen inleds i Dayton i Tennessee. Det är en lärare vid namn Scopes som står åtalad för att ha undervisat sina elever om evolution.
- 11 juli – Vid Domnarvets Jernverk exploderar en elektrisk smältugn, varvid fyra arbetare dödas.
- 14 juli – Gränsfördragen mellan Frankrike och Tyskland undertecknas.
- 18 juli
  - Adolf Hitler publicerar första bandet av sin bok Mein Kampf [4].
  - Stor eldsvåda härjar de stora brädgårdarna och oljeupplagen på Hisingen i Göteborg. Skador för cirka 4 miljoner kronor uppstår.
- 20 juli – En ny landsvägsbro invigs vid Leksand. Den är en av Sveriges största med en längd på 225 meter och en bredd på 8 meter.
- 23 juli – En motortorpedbåt, av en i Sverige ny typ, inköpt från engelska flottan, provkörs i Stockholms skärgård. Den kan göra 41 knop.
- 24 juli
  - Skeppsredare Dan Broström omkommer vid en bilolycka vid Trönninge söder om Halmstad.
  - På grund av den svåra torkan uppstår svåra skogsbränder på olika håll i Sverige.
- 26 juli
  - Tio ungdomar drunknar vid en seglingsolycka i Kalmarsund.
  - En strejk vid Kalmar gasverk väcker uppmärksamhet i hela Sverige.
- 31 juli – Fransmännens och belgarnas ockupation av Ruhr upphör [4].

### Augusti

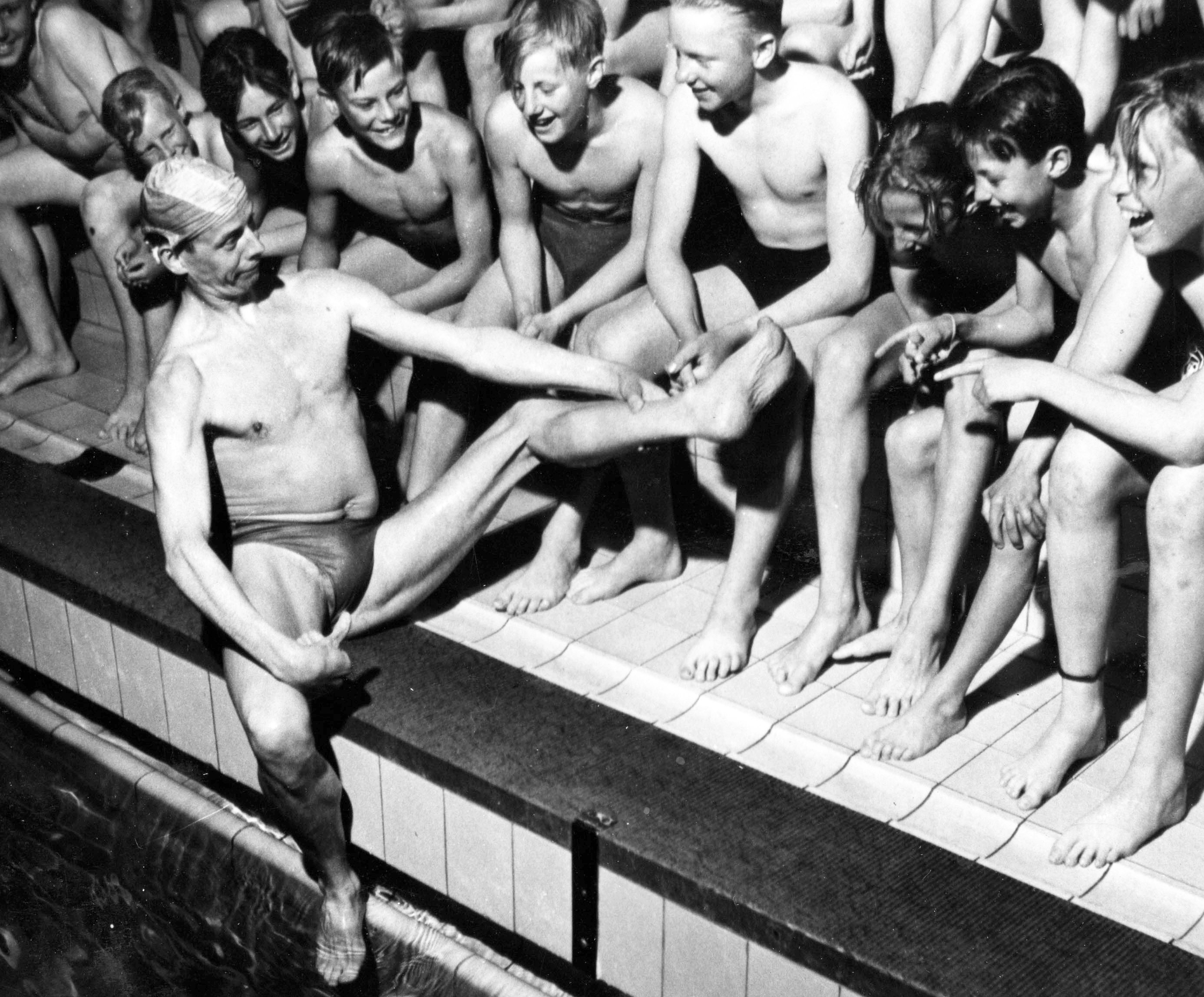
Arne Borg

- 3 augusti – Den nya djupleden i Mälaren, åstadkommen genom en upprensning av farlederna, demonstreras för ett antal inbjudna.
- 5 augusti
  - Det sjätte kyrkliga fredsmötet börjar i Stockholm.
  - De sista av de amerikanska soldater som 1912 landsteg i Nicaragua vänder hemåt igen [6].
- 8 augusti – Den rasistiska organisationen Ku Klux Klan håller sin första nationella kongress i Washington med över 40 000 medlemmar [4].
- 12 augusti
  - Vid tävlingar i Göteborg sätter simmaren Arne Borg nytt världsrekord på 1000 meter med tiden 21.41,3.
  - Tyska regeringen antar skiljedoms- och lufttrafikfördrag med Sverige.
- 14 augusti – Två personer avlider i Stockholm till följd av cyanväteförgiftning i samband med rökning av bredvidliggande lägenheter.
- 19 augusti
  - På initiativ av svenske ärkebiskopen Nathan Söderblom hålls ett stort ekumeniskt kyrkomöte i Stockholm med kyrkor från hela världen utom den katolska [3].
  - Två personer omkommer vid en explosionsolycka i filmstaden i Råsunda.
- 20 augusti – Gasverksstrejken i Kalmar slutar med en uppgörelse, i stort sett lika med vad staden tidigare bjudit.
- 21 augusti – Svenska kungaparet Gustaf V och drottning Victoria kommer på statsbesök till Helsingfors.
- 26 augusti – Limhamns snickerifabrik och dess stora virkeslager brinner ner. Branden hotar hela Limhamns samhälle.
- 28 augusti – Eldhärden i Sveagruvan på Spetsbergen är nu fullständigt satt under vatten. Kolbrytningen ligger nere till våren 1926.
- 30 augusti – Det ekumeniska mötet i Stockholm avslutas.

### September
- 10 september – Arne Borg sätter nytt världsrekord i simning 500 meter vid tävlingar i Stockholm med 6.08,4.
- 11 september – Vid en eldsvåda i en mjölnarbostad i Frykfors nära Karlstad omkommer fyra personer.
- 14 september – Sveriges kvinnliga idrottsförbund (SKI) grundas, Göteborg
- 17 september – Stationsmästaren vid Knivsta station, E.B. Christofferson, lyckas rädda två kvinnor från att bli överkörda av ett tåg, men faller själv under det och dödas.
- 19 september – Vid de så kallade Höglundskommunisternas kongress i Stockholm godkänns ett av partistyrelsen framlagt förslag om återinträde i Socialdemokraterna.
- 22 september – Blomsterfondens i Stockholm första hus för gamla invigs. Byggnaden innehåller 69 lägenheter för omkring 100 gamla.
- 23 september – Taxichaufför Karl Hugo Svensson rånmördas  i närheten av Nacka [11].
- 25 september – Författaren Bo Bergman inväljs som medlem i Svenska akademien.
- 27 september – Stora fältövningar i fullt moderna former börjar i Östergötland.
- 28 september – Charlie Chaplins film Guldfeber har premiär i Stockholm.
- 29 september – Överenskommelse träffas om att Svenska Handelsbanken skall överta Mälarbanken.
- 30 september – Nya utrikesporton införs i Sverige, vilket bland annat innebär att grundpriset för brevportot sänks från 30 till 25 öre.

### Oktober
- 2 oktober

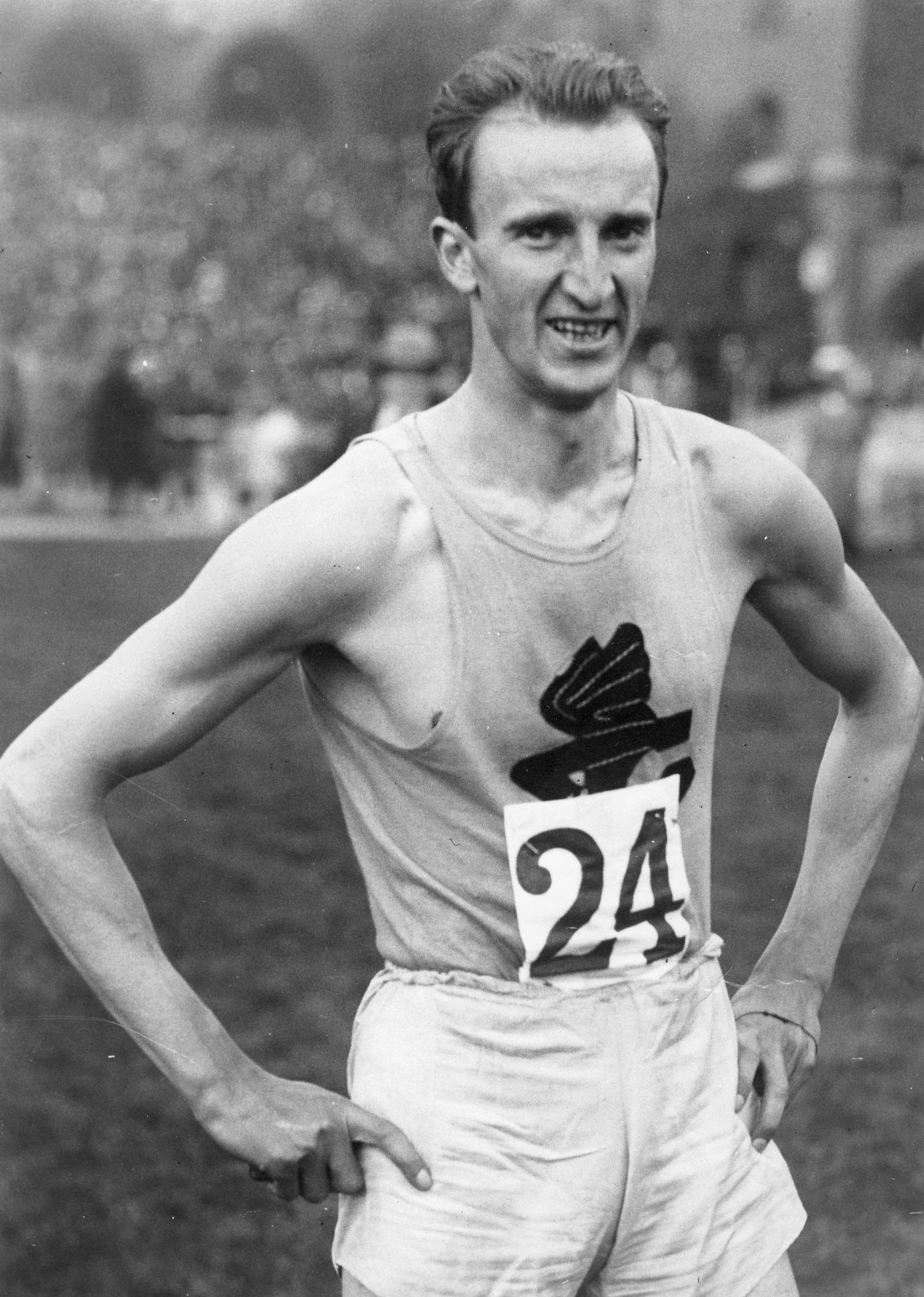
Sten Pettersson.

  - De första dubbeldäckade bussarna i London sätts i trafik.
  - Den första svenska fascisttidningen Nationen utkommer med sitt första nummer, och har en klar antisemitisk prägel [3]. Upplagan är på 6 000, och tidningen har grundats av bondeledaren Elof Eriksson.
- 4 oktober – Sten-Pelle Pettersson, Sverige sätter världsrekord på 400 meter häcklöpning med tiden 53.8 sekunder vid friidrottstävlingar i Paris.
- 9 oktober – Handelsidkerskan Anna Lang rånmördas i sin butik i närheten av Grimslöv utanför Växjö. Polisen lyckas inte gripa den skyldige under året.
- 12–23 oktober – USA skickar soldater till Panama för att amerikanska intressen under strejker och upplopp [6].
- 15 oktober – I en tävling om kompositioner till Konserthusets i Stockholm invigning erövras första och tredje pris av Kurt Atterberg.
- 16 oktober – De taxameterförsedda hyrverksbilarna i Stockholm får genom ett regeringsbeslut rätt att ta upp passagerare på gatan.
  - Belgien, Storbritannien, Frankrike, Tyskland och Italien skriver under Locarnoavtalet och lovar att hålla fred med varandra [2].
- 18 oktober – Den franska flottan bombar Damaskus för att slå ned ett drusiskt uppror i Syrien.
- 21 oktober
  - Den svenska föreningen Riksmusei vänner konstitueras.
  - Den fotoelektriska cellen presenteras på The Electric Show i New York.
  - På grund av gränsstrider rycker grekiska trupper in på bulgariskt område mot staden Petritji. Detta blir upptakten till nya oroligheter på Balkan.
- 26 oktober – NF:sråd samlas i Paris och beslutar att beordra Bulgariens och Greklands regeringar att inom 60 timmar dra tillbaka sina trupper.
- 31 oktober
  - Den persiske shahen och hans dynasti avsätts av parlamentet. Regeringsmakten övertas av premiärministern Rhiza Khan.
  - Inbördeskrig utbryter i Kina.

### November

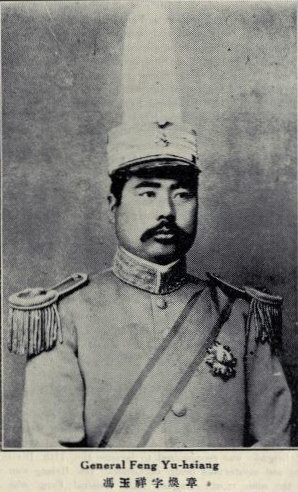
Feng Yuxiang.

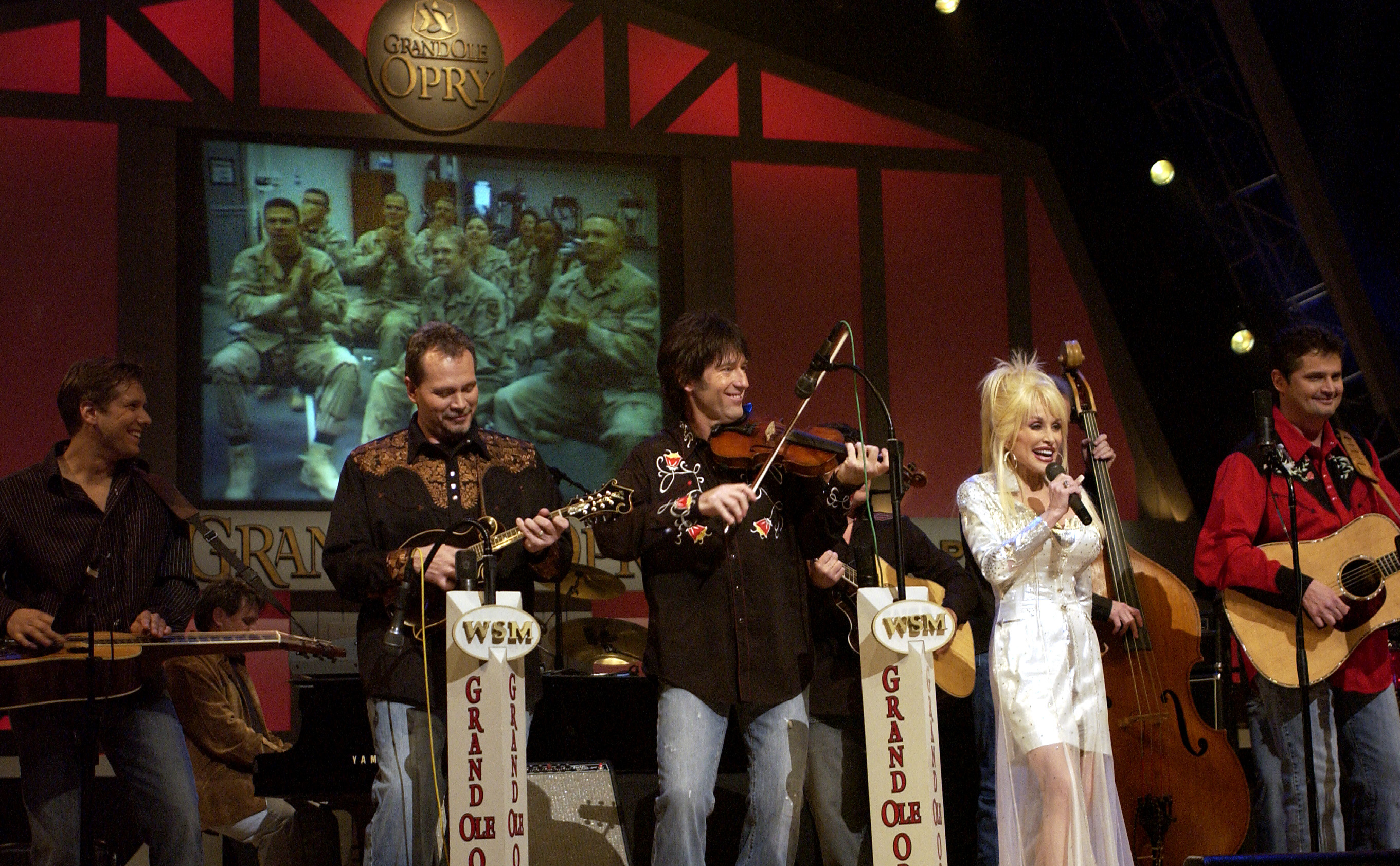
Grand Ole Opry.

- 6 november – Carnegieska sockerbruket i Göteborg härjas av brand.
- 8 november – Svenska Amerika Liniens M/S Gripsholm, handelsflottans största fartyg, lägger till i Göteborg efter jungfruresan [3] från varvet i Newcastle, och är svenska handelsflottans största fartyg [8].
- 9 november
  - Vid en eldsvåda i Svartöstadens municipalsamhälle utanför Luleå brinner åtta byggnader ner.
  - NSDAP:s skyddstrupper, SS, bildas [4].
- 12 november – General Feng Yuxiang gör statskupp i Republiken Kina och avsätter regeringen.
- 13 november – Lidingö köping utanför Stockholm erhåller stadsrättigheter att gälla från och med 1926. Lidingö blir Sveriges 112:e stad.
- 14 november – Den första kollektivutställningen av surrealistiska verk öppnas. De är målade av bland andra Hans Arp, Joan Miró och Pablo Picasso.
- 15 november – Sveriges försvarsminister Per Albin Hansson utses till tillförordnad partiordförande för socialdemokraterna [4].
- 25 november – I Oslo undertecknas konvention mellan Sverige och Norge angående fredligt avgörande av tvister [5].
- 27 november – En lotsbåt från Bremö utanför Sundsvall med tre lotsar ombord går av okänd anledning till botten, varvid de tre ombordvarande drunknar.
- 28 november – Radioprogrammet Grand Ole Opry premiärsänds från Nashville, Tennessee i USA.
- 29 november
  - Svenska Tändsticks AB erhåller tändsticksmonopol i Peru.
  - Svenska Dagbladets guldmedalj, den så kallade bragdmedaljen, delas ut för första gången [5]. Löparen Sten "Sten-Pelle" Pettersson väljs till årets svenska idrottare och erhåller medaljen.

### December
- 1 december

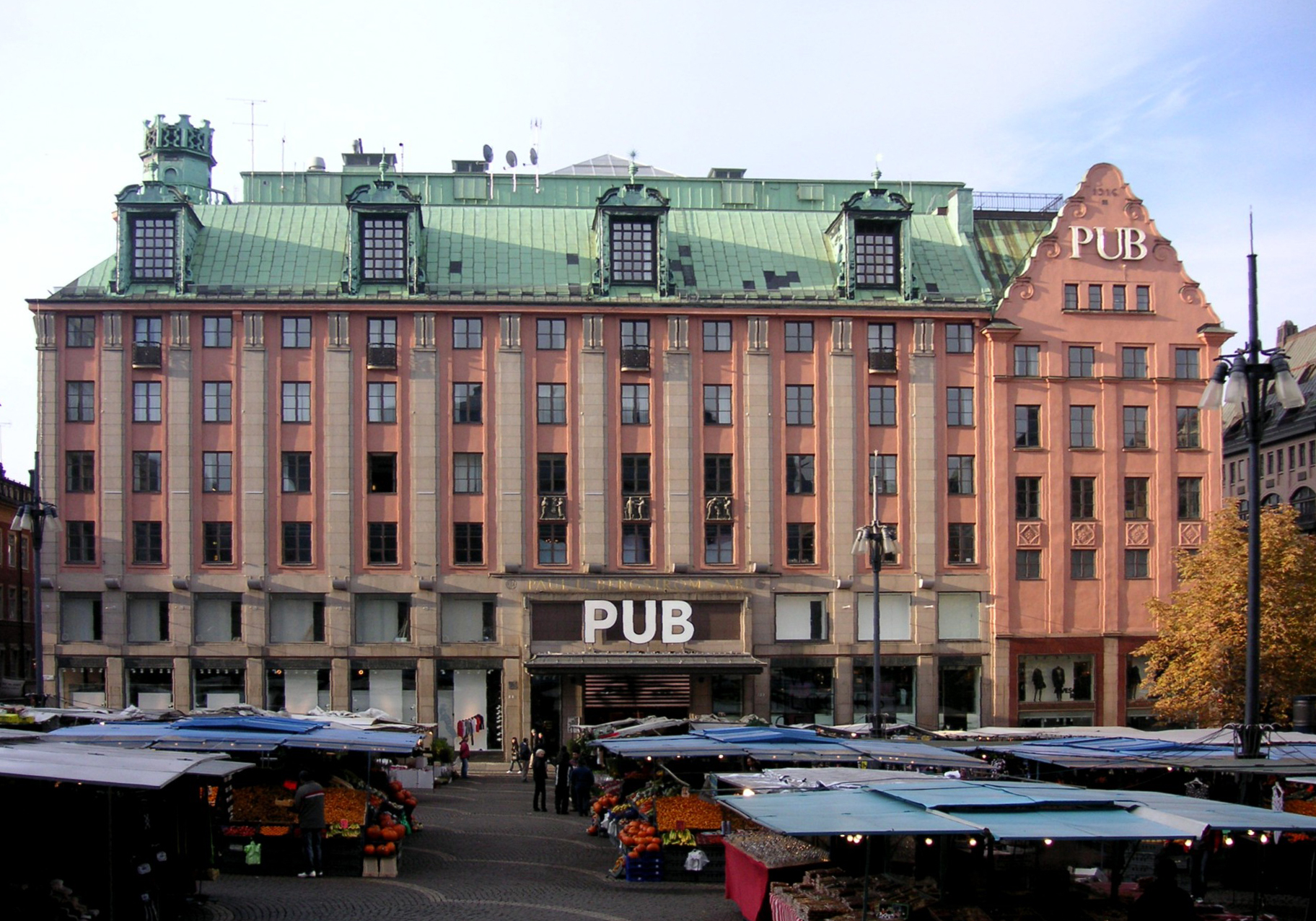
PUB

  - Locarnopakten, som ska garantera freden och gränserna i Europa, undertecknas högtidligt i London.
  - Paul U. Bergströms nya varuhusbyggnad vid Hötorget i Stockholm öppnas [8].
- 2 december – Den nya statsbanedelen mellan Forsmo på Norra stambanan och Hoting på Inlandsbanan invigs.
- 10 december
  - Till konung i Persien väljs premiärministern och diktatorn Riza Khan Pahlavi.
  - Manne Siegbahn får Nobelpriset i fysik för sina upptäckter om röntgenspektra [3].
- 10 december – Storbritanniens utrikesminister Austen Chamberlain och USA:s vicepresident Charles Dawes delar Nobels fredspris [8].
- 11 december – Den svenska regeringen tillsätter en 15-mannakommitté för att utreda frågan om arbetslöshetsförsäkring.
- 12 december – Det första motorhotellet, ett så kallat motell, öppnas i San Luis Obispo i Kalifornien.
- 16 december – Ostkustbanedelen Njurunda (Njurundabommen)–Sundsvall–Härnösand invigs.
- 17 december – Vid eldsvåda i Kramfors municipalsamhälle läggs sex byggnader i aska, därav ett par av samhällets större.
- 18 december – På Stalins initiativ beslutar det sovjetiska kommunistpartiets 14:e kongress att Sovjetunionen skall förvandlas från ett jordbruks- till ett industrisamhälle.
- 23 december – Sergej Eisensteins film "Pansarkryssaren Potemkin" har biopremiär i Moskva [2].
- 24 december – Bogserbåten Saturnus av Stockholm rapporteras försvunnen på Bottenhavet och antas ha gått under med hela besättningen, 10 man.
- 25 december – PUB i Stockholm invigs [5].
- 26 december – Sigurd Lewerentz inviger Uppståndelsekapellet i Skogskyrkogården, Stockholms kommun.
- 31 december
  - Vid nyårsfirandet på Skansen läses Nyårsklockan av skådespelaren Uno Henning.
  - Under AB Radiotjänsts första verksamhetsår har 126 000 radiolicenser à 12 kronor (alltså sammanlagt 1 512 000 kronor) lösts [2].

### Okänt datum
- Svenska kvinnor får, med vissa undantag, samma rätt som män till statliga tjänster.
- Gifta kvinnor får rätt att behålla sitt svenska medborgarskap även vid giftermål med utländska medborgare.
- Sverige arbetar för att Tyskland ska tas med i Nationernas Förbund (NF).
- Bolidens Gruv-AB bildas.
- Den kvinnliga medborgarskolan på Fogelstad inrättas av den så kallade Fogelstadgruppen.
- Elektrolux AB inleder kylskåpstillverkning.
- Den tyske politikern och militären Hermann Göring intas på Långbrosjukhusets avdelning för mentalsjuka.
- Sveriges Kyrkosångsförbund bildas
- Sveriges riksdag avvisar ett förslag om lika lön för kvinnor i statlig tjänst [3].
- Svenska Dagbladets guldmedalj delas ut för första gången. Första priset går till Sten-Pelle Pettersson [3].
- Korsordsflugan slår till i Sverige [3].
- Biograferna på landsorten i Sverige hotas av radiointresset [3].
- Anders Sandrew köper en biograf [12]

## Födda

### Första kvartalet

#### Januari
- 4 januari – Veikko Hakulinen, finländsk skidåkare, OS-guld 1952, 1956, och 1960. (död 2003)
- 9 januari – Lee Van Cleef, amerikansk skådespelare. (död 1989)
- 18 januari – Bengt Eklund, svensk skådespelare. (död 1998)
- 19 januari – Rocco Chinnici, italiensk domare. (död 1983)
- 22 januari – Einar Larsson, svensk centerpartistisk politiker, landshövding i Kristianstads län 1985–1989. (död 2018)
- 24 januari – Maria Tallchief, amerikansk ballerina. (död 2013)
- 25 januari – Margery Sharp, brittisk författare. (död 1991)
- 26 januari – Paul Newman, amerikansk skådespelare. (död 2008)
- 29 januari – Karin Miller, svensk skådespelare. (död 1999)

#### Februari
- 4 februari – Arne Åhman, svensk friidrottare. (död 2022)
- 8 februari – Jack Lemmon, amerikansk skådespelare och regissör. (död 2001)
- 11 februari – Leif "Smoke Rings" Anderson, svensk radioman. (död 1999)
- 17 februari – Hal Holbrook, amerikansk skådespelare. (död 2021)
- 18 februari – George Kennedy, amerikansk skådespelare. (död 2016)
- 20 februari – Alex La Guma, sydafrikansk författare och politiker. (död 1985)
- 22 februari – Hans Gillingstam, svensk medeltidshistoriker, genealog. (död 2016)

#### Mars
- 1 mars – Majlis Granlund, finlandssvensk skådespelare. (död 1991)
- 7 mars – Tom Dan-Bergman, svensk skådespelare och teaterregissör. (död 2009)
- 8 mars – Jefim Geller, sovjetisk schackspelare. (död 1998)
- 9 mars – G. William Miller, amerikansk politiker och centralbankschef, USA:s finansminister 1979–1981. (död 2006)
- 12 mars – Harry Harrison, amerikansk science fiction-författare. (död 2012)
- 14 mars – William Clay Ford, Sr., amerikansk företagare. (död 2014)
- 19 mars – Anders Jonason, svensk författare. (död 1993)
- 21 mars
  - Carl-Olof Alm, svensk skådespelare. (död 1996)
  - Yngve Holmberg, svensk politiker. (död 2011)
- 26 mars – Pierre Boulez, fransk kompositör och dirigent. (död 2016)
- 29 mars
  - Harriett Philipson, svensk skådespelare. (död 2013)
  - Jan von Zweigbergk, svensk skådespelare och regiassistent. (död 1991)

### Andra kvartalet

#### April
- 3 april – Åke Falck, svensk regissör, skådespelare, programledare och manusförfattare. (död 1974)
- 11 april – Viola Liuzzo, amerikansk medborgarrättsaktivist. (död 1965)
- 14 april – Rod Steiger, amerikansk skådespelare. (död 2002)
- 22 april – Hans Arnold, schweizisk-svensk konstnär och illustratör. (död 2010)
- 23 april – Brenda Cowling, brittisk skådespelare. (död 2010)
- 26 april – Jørgen Ingmann, dansk musiker. (död 2015)
- 30 april – Johnny Horton, amerikansk countrysångare. (död 1960)

#### Maj
- 2 maj – Inga Gill, svensk skådespelare. (död 2000)
- 5 maj – Leo Ryan, amerikansk politiker. (död 1978)
- 11 maj – Rubem Fonseca, brasiliansk författare. (död 2020)
- 12 maj – Yogi Berra, amerikansk basebollspelare. (död 2015)
- 17 maj – Michel de Certeau, fransk jesuit, filosof, psykoanalytiker och samhällsvetare. (död 1986)
- 19 maj
  - Malcolm X, afroamerikansk nationalist och muslim. (död 1965)
  - Pol Pot, kambodjansk diktator, röda khmerernas ledare. (död 1998)
- 20 maj
  - Amy Aaröe, svensk skådespelare och filmbolagsdirektör. (död 2024)
  - Emy Storm, svensk skådespelare. (död 2014)
- 21 maj – Olof Thunberg, svensk skådespelare och regissör. (död 2020)
- 22 maj – Jean Tinguely, schweizisk konstnär. (död 1991)
- 23 maj – Randi Kolstad, norsk skådespelare. (död 1999)
- 24 maj – Mai Zetterling, svensk skådespelare, manusförfattare och regissör. (död 1994)
- 28 maj
  - Martha Vickers, amerikansk skådespelare och fotomodell. (död 1971)
  - Bülent Ecevit, turkisk politiker. (död 2006)
  - Dietrich Fischer-Dieskau, tysk operasångare. (död 2012)

#### Juni
- 1 juni – Brita Malmer, svensk arkeolog.
- 3 juni – Tony Curtis, amerikansk skådespelare.
- 7 juni – Iiro Kajanto, finländsk klassisk filolog.
- 8 juni – Barbara Bush, president George Bush Sr:s fru, mamma till president George W. Bush (Jr).
- 10 juni – Lennart Bergelin, svensk tennisspelare och tränare [3].
- 11 juni – Emanuel Minos, norsk teolog och predikant.
- 14 juni
  - Gösta Krantz, svensk revy- och filmskådespelare.
  - Pierre Salinger, amerikansk demokratisk politiker och journalist.
- 16 juni – Evert Svensson, svensk kristen socialdemokratisk politiker.
- 17 juni – Åke Arell, svensk arkitekt.
- 20 juni – Audie Murphy, amerikansk soldat, krigshjälte och skådespelare.
- 21 juni
  - Johannes Salminen, finländsk författare och professor.
  - Maureen Stapleton, amerikansk skådespelare.
- 25 juni – Robert Venturi, amerikansk arkitekt.
- 29 juni – Giorgio Napolitano, italiensk politiker.
- 30 juni – Hagge Geigert, svensk artist, skribent och teaterdirektör.

### Tredje kvartalet

#### Juli
- 2 juli – Patrice Lumumba, kongolesisk politiker. (död 1961)
- 5 juli – Jean Raspail, fransk författare, journalist och upptäcktsresande. (död 2020)
- 6 juli
  - Mervyn Griffin, amerikansk TV-programledare och exekutiv producent. (död 2007)
  - Bill Haley, amerikansk rock-and-roll-musiker. (död 1981)
- 8 juli – Carlabel Berglund, svensk ishockeyspelare. (död 2008)
- 10 juli – Mahathir bin Mohamad, malaysisk politiker, Malaysias premiärminister 1981–2003 och 2018–2020.
- 11 juli – Nicolai Gedda, svensk opera- och romanssångare[3]. (död 2017)
- 26 juli – Jerzy Einhorn, svensk professor i radioterapi och kristdemokratisk politiker. (död 2000)
- 28 juli – Georg Klein, ungersk läkare, professor och författare. (död 2016)
- 29 juli – Mikis Theodorakis, grekisk kompositör och politiker. (död 2021)
- 31 juli – John Swainson, amerikansk politiker. (död 1994)

#### Augusti
- 2 augusti – Jorge Videla, argentinsk militär, president 1976–1981. (död 2013)
- 8 augusti – Alija Izetbegović, bosnisk politiker, Bosnien och Hercegovinas president 1992–1996. (död 2003)
- 11 augusti – Rune Andréasson, svensk serietecknare. (död 1999)
- 15 augusti – Oscar Peterson, kanadensisk jazzpianist. (död 2007)
- 18 augusti – Brian Aldiss, brittisk författare. (död 2017)
- 20 augusti – Henning Larsen, dansk arkitekt. (död 2013)
- 22 augusti – Honor Blackman, brittisk skådespelare. (död 2020)
- 27 augusti – Gösta Arvidsson, svensk kulstötare. (död 2012)
- 28 augusti – Esa Timonen, finländsk politiker. (död 2015)

#### September
- 2 september
  - Russ Conway, brittisk pianist.
  - Gunnar "Siljabloo" Nilson, svensk jazzklarinettist.
- 6 september
  - Andrea Camilleri, italiensk författare.
  - Jimmy Reed, amerikansk musiker.
- 7 september – Khin Hnin Yu, burmesisk författare.
- 8 september – Peter Sellers, brittisk skådespelare.
- 10 september – Roy Brown, amerikansk R&B-musiker.
- 12 september – Bengt Feldreich, svensk radio- och TV-journalist.
- 13 september – Mel Tormé, amerikansk jazzsångare, kompositör och sångförfattare.
- 16 september
  - Charlie Byrd, amerikansk jazzgitarrist och kompositör.
  - B.B. King, amerikansk bluesartist.
- 17 september – John List, amerikansk mördare. (död 2008)
- 20 september – Sven-Eric Nilsson, svenskt statsråd. (död 2009)
- 27 september
  - J. Howard Edmondson, amerikansk demokratisk politiker, guvernör i Oklahoma 1959–1963, senator 1963–1964. (död 1971)
  - Nils Erik Enkvist, finländsk professor i lingvistik. (död 2009)
- 29 september – John Tower, amerikansk republikansk politiker, senator 1961–1985.

### Fjärde kvartalet

#### Oktober
- 3 oktober – Gore Vidal, amerikansk författare, manusförfattare och skådespelare.
- 5 oktober
  - Robert Burren Morgan, amerikansk demokratisk politiker, senator 1975–1981.
  - Raisa Strutjkova, rysk ballerina och koreograf.
- 8 oktober – Olle Hellbom, svensk regissör.
- 9 oktober
  - Carl-Fredrik Algernon, svensk sjöofficer och krigsmaterielinspektör.
  - Robert Docking, amerikansk demokratisk politiker, guvernör i Kansas 1967–1975.
- 13 oktober – Margaret Thatcher, brittisk premiärminister 1979-1990.
- 15 oktober – Margaretha Krook, svensk skådespelare [3].
- 16 oktober
  - Daniel J. Evans, amerikansk republikansk politiker, guvernör i Washington 1965–1977.
  - Angela Lansbury, brittisk skådespelare.
- 18 oktober – Ramiz Alia, albansk politiker, statschef 1982-1991.
- 22 oktober
  - Ulla Hodell, svensk skådespelerska.
  - Robert Rauschenberg, amerikansk konstnär.
- 23 oktober – Johnny Carson, amerikansk TV-personlighet.
- 27 oktober – Warren Christopher, USA:s utrikesminister 1993–1997.
- 29 oktober
  - Robert Hardy, brittisk skådespelare.
  - Zoot Sims, amerikansk jazzmusiker, tenorsax.
- 31 oktober
  - Lee Grant, amerikansk skådespelerska.
  - Charles Moore, amerikansk arkitekt, representant för postmodernismen.
  - Roger Nimier, fransk författare.

#### November
- 2 november – Claire Aho, finländsk fotograf.
- 10 november – Richard Burton, walesisk skådespelare.
- 20 november
  - Robert Kennedy, amerikansk politiker.
  - Maja Plisetskaja, rysk prima ballerina assoluta.
- 25 november
  - Elsa-Karin Boestad-Nilsson, svensk överingenjör och matematiker.
  - Jocelyn Vollmar, amerikansk ballerina och balettlärare.
- 27 november
  - Michael Tolan, amerikansk skådespelare och filmproducent.
  - Ernie Wise, komiker.
- 30 november – Maryon Pittman Allen, amerikansk journalist och politiker.

#### December
- 1 december – Martin Rodbell, amerikansk biokemist, nobelpristagare i medicin 1994. (död 1998)
- 2 december – Julie Harris, amerikansk skådespelare. (död 2013)
- 3 december – Kim Dae-jung, sydkoreansk politiker, nobelpristagare. (död 2009)
- 6 december – Jean King, amerikansk demokratisk politiker. (död 2013)
- 8 december – Sammy Davis Jr., amerikansk artist, sångare och skådespelare. (död 1990)
- 10 december – Carl-Magnus Skogh, svensk rallyförare. (död 2023)
- 12 december – Ahmad Shamlu, iransk poet och författare. (död 2000)
- 13 december – Dick Van Dyke, amerikansk skådespelare, komiker.
- 23 december – Anders Dahlgren, svensk politiker (c), jordbruksminister 1976–1978 och 1979–1982 samt tillförordnad försvarsminister 1981. (död 1986)
- 24 december – Karl-Erik Stark, svensk skådespelare. (död 1987)
- 28 december – Hildegard Knef, tysk skådespelare. (död 2002)
- 29 december – Gunnar Johansson, svensk skådespelare. (död 1998)
- 31 december – Per Verner-Carlsson, svensk regissör. (död 2004)

## Avlidna

### Första kvartalet

#### Januari
- 3 januari – James Hoge Tyler, 78, amerikansk demokratisk politiker, guvernör i Virginia 1898–1902.

#### Februari
- 24 februari – Hjalmar Branting, 64, svensk socialdemokratisk politiker, Sveriges statsminister från 10 mars till 27 oktober 1920, 1921–1923 och från 1924 till 24 januari detta år [3].
- 26 februari – James E. Martine, 74, amerikansk demokratisk politiker, senator 1911–1917.
- 28 februari – Friedrich Ebert, 54, tysk politiker, Weimarrepublikens förste president 1919-1925.

#### Mars
- 2 mars – Luigj Gurakuqi, 46, albansk politiker.
- 9 mars – Willard Leroy Metcalf, 66, amerikansk konstnär.
- 12 mars – Sun Yat-sen, 58, Republiken Kinas grundare.
- 15 mars – Axel "Döderhultarn" Petersson, 56, svensk träsnidare[3].
- 16 mars – August Paul von Wassermann, 59, tysk bakteriolog.
- 19 mars – Charles A. Culberson, 69, amerikansk demokratisk politiker, guvernör i Texas 1895–1899, senator 1899–1923.
- 20 mars – George Nathaniel Curzon, 66, brittisk statsman.
- 22 mars – Nils Claus Ihlen, 69, norsk industriman och politiker.
- 30 mars
  - William J. McConnell, 85, amerikansk republikansk politiker, guvernör i Idaho 1893–1897.
  - Rudolf Steiner, 64, tysk filosof, grundare av antroposofin och Waldorfpedagogiken.

### Andra kvartalet

#### April
- 8 april – Thecla Åhlander, 69, svensk skådespelare.
- 14 april – John Singer Sargent, 69, amerikansk konstnär.
- 15 april – August Endell, 54, tysk arkitekt, formgivare och författare.
- 16 april – Thyra Grafström, 60, svensk textilkonstnär.
- 21 april – Jean Grafström, 66, svensk operasångare.

#### Maj
- 5 maj – Fredrik Vilhelm Thorsson, 59, svensk finansminister.
- 19 maj – Viking Eggeling, 44, svensk konstnär och filmare.
- 20 maj – Elias M. Ammons, 64, amerikansk politiker, guvernör i Colorado 1913–1915.

#### Juni
- 3 juni – Camille Flammarion, 83, fransk astronom.
- 13 juni –  Marguerite Mongenast-Servais, 42, kvinnorättsaktivist i Luxemburg.
- 15 juni – Emanuel L. Philipp, 64, amerikansk republikansk politiker, guvernör i Wisconsin 1915–1921.
- 18 juni – Robert M. La Follette, 70, amerikansk politiker, senator 1906–1925.

### Tredje kvartalet

#### Juli
- 1 juli – Erik Satie, 59, fransk kompositör.
- 4 juli – Pier Giorgio Frassati, 24, saligförklarad italiensk student och tertiar inom dominikanorden.
- 12 juli – Sebastian Gripenberg, 75, finländsk arkitekt, senator och bankdirektör.
- 17 juli – Lovis Corinth, 66, tysk konstnär.
- 19 juli – Josiah Grout, 84, amerikansk republikansk politiker, guvernör i Vermont 1896–1898.
- 24 juli – Dan Broström, 55, svensk skeppsredare (bilolycka).
- 26 juli – Gottlob Frege, 76, tysk matematiker och filosof.

#### Augusti
- 7 augusti – George Gray, 85, amerikansk demokratisk politiker och jurist, senator 1885–1899.
- 25 augusti – Franz Conrad von Hötzendorf, 72, österrikisk greve och militär.

#### September
- 4 september – Morris Simmonds, 70, tysk läkare.
- 16 september – Aleksandr Fridman, 37, rysk matematiker och kosmolog.

### Fjärde kvartalet

#### Oktober
- 14 oktober – Samuel M. Ralston, 67, amerikansk demokratisk politiker, senator 1923–1925.
- 17 oktober – Victor Ségoffin, 58, fransk skulptör.
- 26 oktober – Axel Jäderin, 75, svensk tidningsman, politiker och chefredaktör.

#### November
- 20 november – Alexandra av Danmark, 80, drottning av Storbritannien 1901–1910 (gift med Edvard VII)
- 26 november – Magnus Enckell, 55, finländsk konstnär.
- 27 november – Roger de La Fresnaye, 40, fransk konstnär.

#### December
- 19 december – Samuel Clason, 58, svensk riksarkivarie och politiker.

## Nobelpris[13]
- Fysik
  - James Franck, Tyskland
  - Gustav Hertz, Tyskland
- Kemi – Richard Zsigmondy, Tyskland
- Medicin - Inget pris utdelades
- Litteratur – George Bernard Shaw, Storbritannien
- Fred
  - Sir Austen Chamberlain, Storbritannien
  - Charles G Dawes, USA

### Fotnoter
1. 1 2 3 4  Faktakalendern 2000 – 1925 (Utlandet) , Semic, 1999
2. 1 2 3 4 5 6 7 8  20:e århundrades När Var Hur – 1925, Bernt Himmelstedt, Forum, 1999
3. 1 2 3 4 5 6 7 8 9 10 11 12 13 14 15 16 17 18 19  Hundra år i Sverige – 1925, Hans Dahlberg, Albert Bonniers, 1999
4. 1 2 3 4 5 6 7 8 9 10 11  100 år med Aftonbladet – 1925, 1999
5. 1 2 3 4 5 6 7 8  Faktakalendern 2000 – 1925 (Sverige), 1999
6. 1 2 3 4  ”USA:s militära insatser i utlandet”. Arkiverad från originalet den 9 december 2013. https://web.archive.org/web/20131209174005/http://www.history.navy.mil/library/online/forces.htm. Läst 31 januari 2011.
7. ↑  Sverige 1900-talet – Från kullager till IT på ett sekel, NE, Bra Böcker, 2000
8. 1 2 3 4  Sverige 1900-talet – 1925, NE, Bra Böcker, 2000
9. ↑  75 år Sverige, Carl-Adam Nycop, Bokförlaget Bra böcker, 1976, sidan 69 - Stor teaterbrand i Stockholm
10. ↑  100 år med Aftonbladet – Från Blekingegatan till Hollywood, 1999
11. ↑  75 år Sverige, Carl-Adam Nycop, Bokförlaget Bra böcker, 1976, sidan 77 - Rånmord på taxichaufför
12. ↑  75 år Sverige, Carl-Adam Nycop, Bokförlaget Bra böcker, 1976, sidan 158 - Sandrew byggde imperium
13. ↑  ”Nobelpriset”. https://www.nobelprize.org/prizes/lists/all-nobel-prizes/. Läst 10 april 2011.